# Dysithamnus plumbeus
A Dysithamnus plumbeus a madarak osztályának verébalakúak (Passeriformes) rendjébe és a hangyászmadárfélék (Thamnophilidae) családjába tartozó faj.

## Rendszerezése
A fajt Maximilian zu Wied-Neuwied német zoológus írta le 1831-ben, a Myiothera nembe Myiothera plumbea néven.

## Előfordulása
Dél-Amerikában az Atlanti-óceán partvidékén, Brazília területén honos. A természetes élőhelye a szubtrópusi vagy trópusi síkvidéki esőerdők. Állandó, nem vonuló faj.

## Megjelenése
Testhossza 12–13 centiméter.

## Életmódja
Rovarokkal és más ízeltlábúakkal táplálkozik.

## Természetvédelmi helyzete
Az elterjedési területe kicsi és széttöredezett, egyedszáma tízezer alatti és csökken. A Természetvédelmi Világszövetség Vörös listáján sebezhető fajként szerepel.

## Külső hivatkozások
- Képek az interneten a fajról
- Xeno-canto.org - a faj hangja és elterjedési területe